# آماندا مورفی
آماندا مورفی (به انگلیسی: Amanda Murphy) (زادهٔ ۱۶ نوامبر ۱۹۸۶) مدل، متخصص رادیولوژی و سوارکار اسب آمریکایی است. او بیش‌تر به عنوان مدل پرادا شناخته می‌شود. او در یک لیست اینترنتی به عنوان یکی از ۵۰ مدل برتر صنعت مد شناخته شده‌است. همچنین او دوبار بر روی جلد مجله وگ ایتالیا حضور داشته‌است.